# 记里鼓车

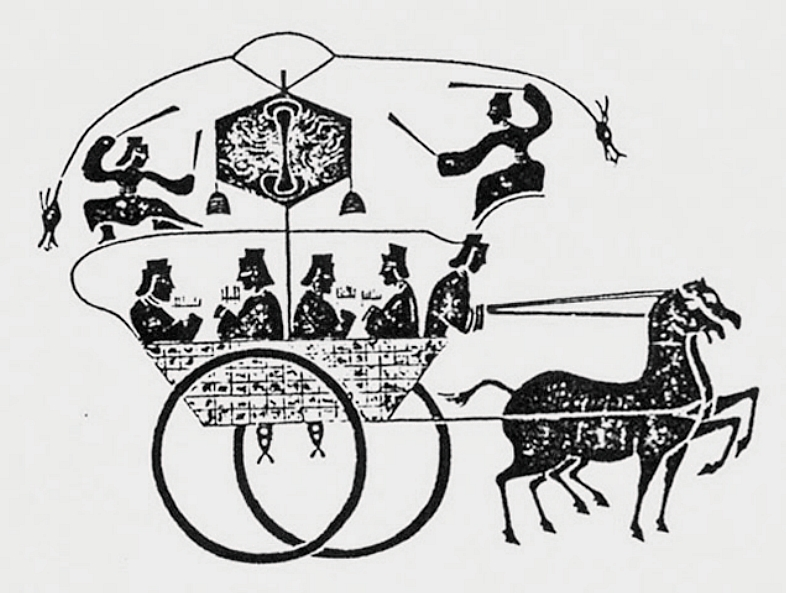
汉代记里鼓车

宋代记里鼓车齿轮系示意图

记里鼓车，又称记里车、大章车，中国古代用来记录车辆行过距离的马车，构造与指南车相似，车有上下两层，每层各有木制机械人，手执木槌，下层木人打鼓，车每行一里路，敲鼓一下，上层机械人敲打铃铛，车每行十里，敲打铃铛一次。晋惠帝（259年—306年）太傅崔豹撰《古今注》记载：“大章车，所以识道里也，起于西京，亦曰记里车。车上为二层，皆有木人，行一里，下层击鼓；行十里，上层击镯。《尚方故事》有作车法”。
根据（唐）杜佑《通典》记载，东晋安帝义熙十三年（417年），刘裕灭后秦，获欲自洛阳至长安，问轮匝几何？”，显然和记里鼓车有关。
记里鼓车到底是谁人制作，则是不得而知。记里鼓车是古代天子出巡时，仪仗车驾必备的一种典礼车，用四匹马拉，排在指南车之后。南朝宋的记里鼓车制度依旧。南齐循宋制，但记里鼓车的车顶加华盖，车身加漆画装饰，南梁依照齐制，但因佛教大盛，改用牛拉记里鼓车。唐朝恢复旧制，用四匹马拉记里鼓车，仍排在指南车后。宋朝雍熙四年，将随驾记里鼓车的仪仗队，从13人增加到了30人。

## 记里鼓车的构造
《宋史》记载内侍卢道隆所奏的记里鼓车构造：记里鼓车有一辕、双轮，车身分上下两层，每一层都有一个手持木槌的木头人。左右
两个着地车轮，称为足轮，直径各6尺，周长18尺（按圆周率3计算）。按古代标准，一步等于6尺，足轮转一周等于车行3步，一里合300步，即300x6=1800尺，足轮转移100周合一里。按宋制，一步较小，等于5尺，一里合360步，仍是1800尺，轮转100次合一里。
马匹拉记里鼓车向前行走，带动足轮转动。足轮的转动靠一套互相咬合的齿轮传给敲鼓木人。传动齿轮的构造如下：在左边一个足车轮的内侧，安装一个木质母齿轮，母齿轮直径1.38尺，周长4.14尺，木齿轮带18齿，齿距0.23尺。车下安装一个与地面平行的传动齿轮，和母齿轮咬合，传动齿轮的直径4.14尺，圆周12.42尺，出54齿，齿距2.3寸，和母齿轮的齿距相同。传动轮中心的传动轴，穿入记里鼓车的第一层。传动轴的上端，安装一个铜质旋风轮，出三齿，齿距1.2寸。和旋风轮咬合的，是一个直径4尺，圆周12尺的水平轮，出100齿，齿距和旋风轮的齿距相同。水平轮转轴上端安装一个小平轮，直径3.33寸，圆周1尺，出10齿。齿距1寸。一个直径3.33尺的大平轮，圆周10尺，出100齿，齿距1寸，和小平轮咬合。整个记里鼓车联足轮在内共八轮，其中6个齿轮，构成一套百分之一和千分之一的减速齿轮系。
| 齿轮     | 直径（尺） | 圆周（尺） | 齿数 | 齿距（寸） | 减速率 | 每里转数 |
| -------- | ---------- | ---------- | ---- | ---------- | ------ | -------- |
| 左右车轮 | 6          | 18         |      |            |        | 100      |
| 母齿轮   | 1.38       | 4.14       | 18   | 2.3        |        | 100      |
| 传动齿轮 | 4.14       | 12.42      | 54   | 2.3        | 1/3    | 33.3     |
| 旋风轮   |            |            | 3    | 1.2        |        | 33.3     |
| 下水平轮 | 4          | 12         | 100  | 1.2        | 3/100  | 1        |
| 小平轮   | 0.333      | 1          | 10   | 1          |        | 1        |
| 大平轮   | 3.33       | 10         | 100  | 1          | 1/10   | 0.1      |

记里鼓车一共有的285齿，卢道隆特别指出，齿的轮廓，应当仿效鱼类的牙齿，有弧形的曲线。
记里鼓车在天子出巡的仪仗队列中，排列第二，在指南车之后；排在记里鼓车之后还有白鹭车、鸾旗车、耕根车、四望车、羊车、画轮车、鼓吹车、象车、豹尾车、等各种仪仗车。
1936年，北平研究院研究员王振铎，根据古代文献记载，复原汉代记里鼓车。此模型现藏中国国家博物馆。